# Габріель Ачільєр
Габріель Ачільєр (ісп. Gabriel Achilier; нар. 24 березня 1985, Мачала) — еквадорський футболіст, захисник клубу «Емелек» та національної збірної Еквадору.

## Клубна кар'єра
У дорослому футболі дебютував 2002 року виступами за команду клубу «Депортіво Оро», в якій провів один сезон, після чого ще один рік грав за «Депортіво Куенка».
2004 року уклав контракт з клубом «ЛДУ Лоха», у складі якого провів наступні три роки своєї кар'єри гравця. З 2007 року два сезони захищав кольори «Депортіво Асогес».
До складу клубу «Емелек» приєднався 2009 року. Відтоді встиг відіграти за гуаякільську команду 181 матч в національному чемпіонаті.

## Виступи за збірну
2008 року дебютував в офіційних матчах у складі національної збірної Еквадору. Наразі провів у формі головної команди країни 23 матчі.
У складі збірної був учасником розіграшу Кубка Америки 2011 року в Аргентині.